# Nokia 7390

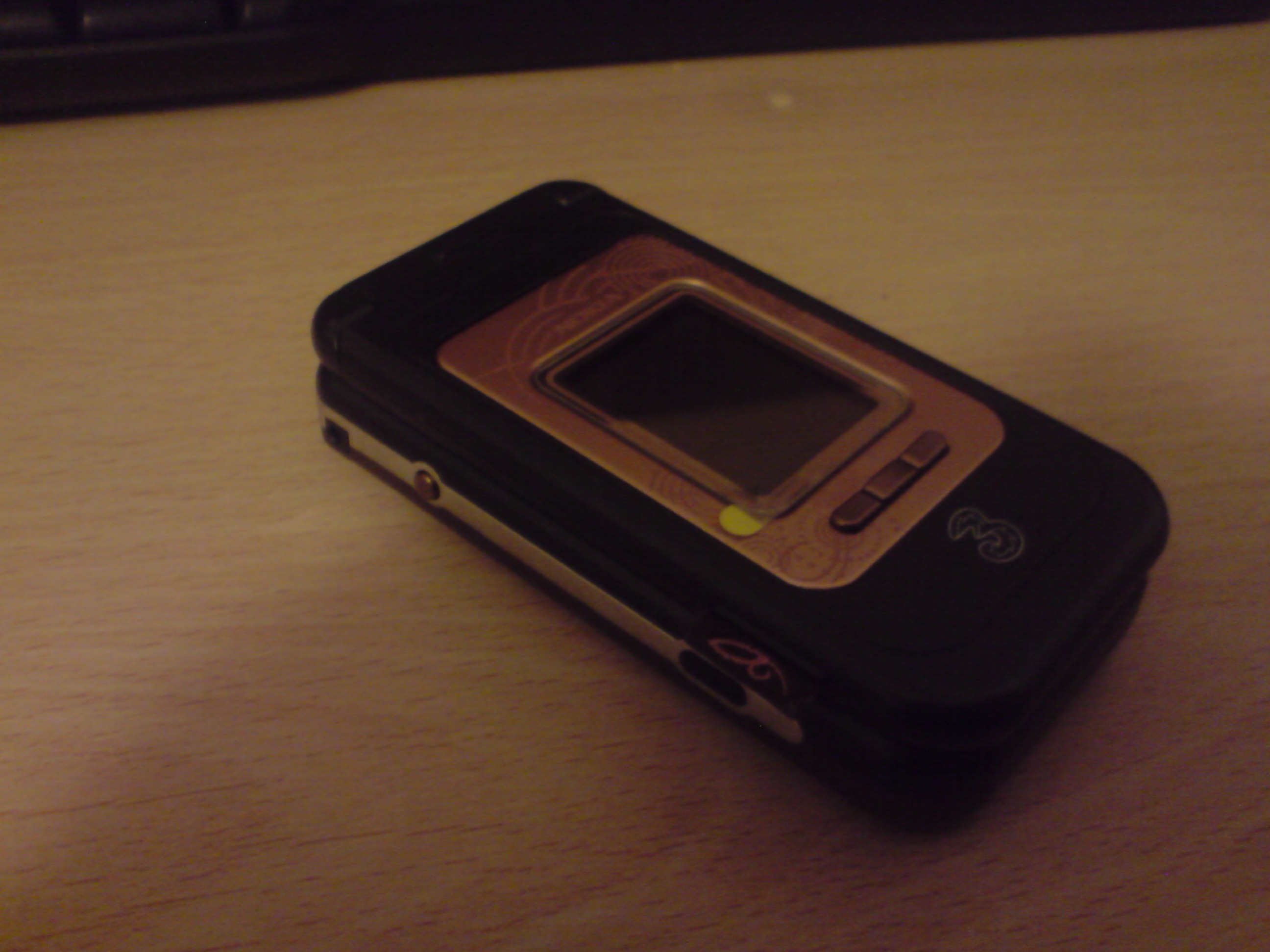

Nokia 7390 — сотовый телефон, производства компании Nokia.

## Характеристики
- Стандарты: WCDMA 2100, GSM/EDGE 850/900/1800/1900
- Экран: TFT, 16 млн цветов, 240 x 320 пикселей
- Внешний экран: TFT, 262144 цветов, 128 x 160 пикселей
- Беспроводные интерфейсы: Bluetooth ver. 2, ИК-порт, EDGE.
- Проводное подключение: miniUSB ver. 2.0
- Фото-/Видеокамера: 3 Мпикс с 4-кратным зумом и возможностью записи видеороликов
- Мультимедиа: FM-Радио, цифровой аудиопроигрыватель
- Память: 21 МБ встроенной динамически распределяемой памяти; 128 МБ карта в комплекте
- Процессор: 320 МГц
- Слоты расширения: MicroSD (до 2ГБ)
- Операционная система: Series 40
- Батарея: съемный литий-ионный аккумулятор емкостью 1000 мАч
- Время работы при разговоре: 4 ч
- Время автономной работы: от 3 до 12 дней